# Edificio de la Legislatura de Alberta
El Edificio de la Legislatura de Alberta (en inglés, Alberta Legislature Building) es un inmueble gubernamental en la ciudad de Edmonton, la capital de la provincia de Alberta (Canadá). Es la sede de la Asamblea Legislativa y el Consejo Ejecutivo. Ocasionalmente se ha abreviado a "The Ledge".
El edificio de la legislatura de Alberta está ubicado en 10801 97 Avenue NW. Se ofrecen recorridos gratuitos por las instalaciones durante toda la semana. El edificio también está conectado a través de una pasarela subterránea con la estación Grandin LRT y el Government Center Transit Center.

## Localización

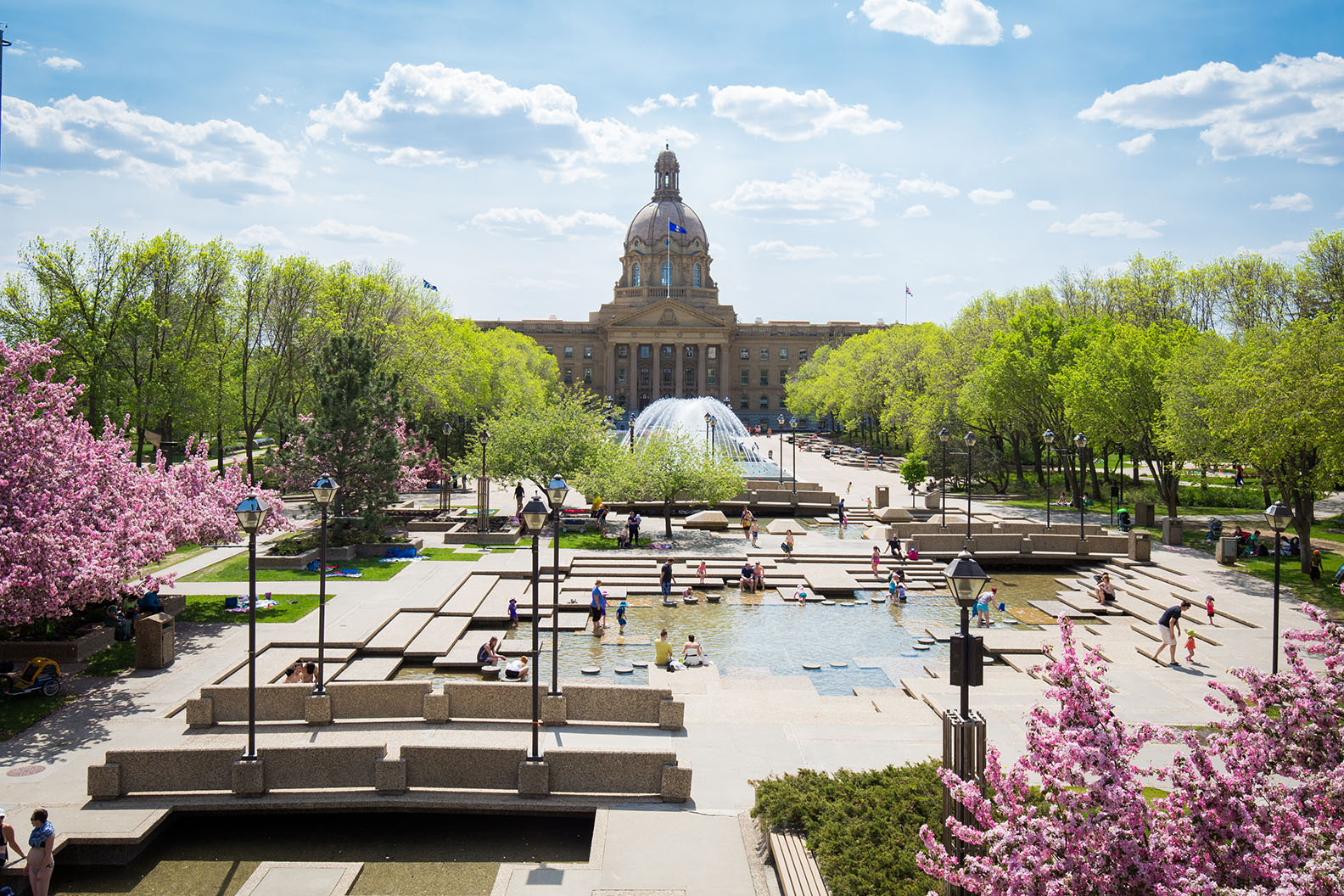
Vista desde el norte. Una gran plaza y espacio verde se encuentra al norte de los terrenos legislativos.

El edificio está ubicado en un promontorio con vista al pintoresco valle del río Saskatchewan Norte, cerca de Fort Edmonton, Mark V (1830-1915), un puesto de comercio de pieles de la Compañía de la Bahía de Hudson, un centro económico y administrativo de larga data de las praderas occidentales. Está justo arriba de la colina de los hallazgos arqueológicos en Rossdale Flats hacia el oriente, los vestigios de un antiguo campamento de las Primeras Naciones y el Fort Edmonton. El sitio fue seleccionado luego de que Edmonton fuera confirmada como la capital provincial por la primera sesión de la Legislatura en 1906. El edificio estaba ubicado a lo largo de 97 Avenue, que pasa por un túnel desde las renovaciones de los años 1970. Esto permitió que una gran plaza lo conecte con un espacio verde al norte.
Al occidente del edificio, los terrenos están delimitados por la calle 109 y una vía del ferrocarril, ahora utilizado por el tranvía del puente de alto nivel. Cerca hay un sendero que conecta con Victoria Park and Golf Course y el vecindario Grandin. Al norte se encuentra el distrito "Government Center" dentro del centro de Edmonton, al sur de Jasper Avenue, la calle principal de Edmonton. Aquí se encuentran varios edificios de oficinas del gobierno provincial, incluido el Federal Building. Una pequeña sección de la calle 108, llamada "Capital Boulevard", está anclada por dos vistas finales, la legislatura y el campus del centro de la ciudad de la Universidad MacEwan. Ests es parte de la remodelación del patio de ferrocarriles Old Canadian National.
Hacia el nororiente están el edificio anexo de la legislatura y el centro de tránsito Government Center, y cerca también se encuentran el vecindario de Rossdale y el estadio de béisbol Edmonton Ballpark. La seguridad de la Legislatura y de los terrenos circundantes son responsabilidad de la Rama del Alguacil de Alberta.

### Estatuas y memoriales
Varios monumentos y estatuas se encuentran dentro de los edificios legislativos o los terrenos que lo rodean. En 1959 se instaló una fuente para conmemorar la primera visita de Isabel II al edificio. Con motivo del centenario de la provincia, ella develó unos vitrales que resaltan el papel de la monarquía británica en Alberta durante el siglo XIX. El vitral central, en la entrada principal, trata sobre el reinado de Isabel II, incluida su cifra real coronada por la Corona de San Eduardo y flanqueada por rosas silvestres, mientras que las otras ventanas conmemoran el reinado de Jorge VI, Eduardo VIII, Jorge V y Eduardo VII, junto con emblemas provinciales como el escudo de armas y la rosa salvaje. 
Otros elementos de importancia en los terrenos del edificio incluyen el Lois Hole Memorial Garden, la estatua de la princesa Louise, duquesa de Argyll y un monumento al Jefe Crowfoot.

## Historia

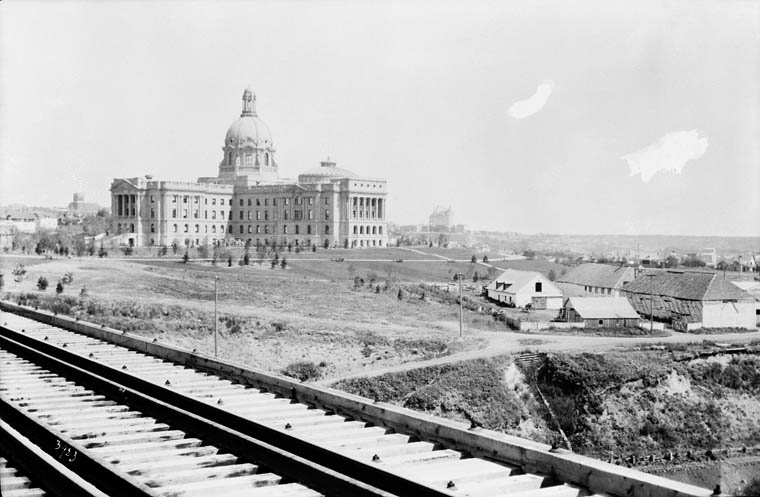
Vista del edificio en 1914, poco después de su inauguración.

Fue construido entre 1907 y 1913 enestilo Beaux Arts al mismo tiempo que los edificios legislativos de Saskatchewan y Manitoba, mucho más grandes, por los arquitectos Allan Merrick Jeffers y Richard Blakey. El arquitecto de Montreal Percy Nobbs ayudó con las revisiones finales. Allan Merrick Jeffers se desempeñó como arquitecto provincial de Alberta desde septiembre de 1907 hasta 1910. Los Archivos Provinciales de Alberta tienen dibujos de prácticamente todos los edificios provinciales ejecutados bajo su supervisión.
La construcción comenzó en agosto de 1907. La piedra angular fue colocada por el gobernador general de Canadá, Albert Gray, el 1 de octubre de 1909. El 30 de noviembre de 1911 se celebró la primera sesión en el edificio. Este fue inaugurado oficialmente por el sucesor de Grey, Arturo de Connaught, el 3 de septiembre de 1912.
Jeffers pudo haber sido influenciado por la Casa de Estado de Rhode Island, donde había sido estudiante. El estilo se asoció originalmente con la École des Beaux-Arts de París y estuvo de moda en América del Norte entre 1895 y 1920.
El uso de influencias arquitectónicas griegas, romanas y egipcias se consideró apropiado para un edificio público (edificio público), ya que sugerían poder, permanencia y tradición. Los edificios Beaux-Arts se caracterizan por una gran cúpula central sobre una rotonda espaciosa, un plano simétrico en forma de T, puertas y ventanas decoradas con arcos o dinteles y un pórtico sostenido por columnas macizas. La cúpula tiene terracota hecha por Gibbs y Canning de Tamworth, Inglaterra.
El edificio está apoyado sobre pilotes de hormigón y construido alrededor de un esqueleto de acero. El primer piso está revestido con granito de la isla de Vancouver; los pisos superiores cuentan con piedra arenisca de Glenbow Quarry en Calgary. Los accesorios interiores incluyen mármol, caoba, roble y latón importados.
El edificio mide unos 57 m de altura total; el proyecto costó más de 2 millones de dólares de ese entonces.
Para el centenario de la provincia de Alberta, se instalaron vitrales con el monograma real y los emblemas de Alberta en la parte superior de la entrada principal del edificio. Estos vitrales los inauguró Isabel II el 24 de mayo de 2005.